# Nix zu verhaften
Nix zu verhaften (Originaltitel: Protéger & servir) ist ein französischer Film des Regisseurs Éric Lavaine aus dem Jahr 2010 mit Kad Merad, Clovis Cornillac und Carole Bouquet in den Hauptrollen.

## Handlung
Michel Boudriau und Kim Houang kennen sich bereits seit ihrem achten Lebensjahr und sind zusammen im Waisenhaus einer Kirche aufgewachsen. Doch schon lange arbeiten die beiden bei der Polizei. Während Kim ein Geizkragen ist und sich ständig von den Kollegen ein Handy borgt, Kugelschreiber und gefälschte Markenware auf dem Revier mitgehen lässt, engagiert sich Michel sozial und leitet Anti-Drogen-Kampagnen an Schulen und einen Kinderchor.
Als die Leistungsabnahme der Polizei ansteht, wird angekündigt, dass die schlechtesten versetzt werden. Nachdem Michel und Kim eher schlecht bei den Tests abgeschnitten haben, manipuliert Kim die Ergebnisse so, dass sie beide als die besten gewertet werden. Michel lässt er darüber im Unklaren. Doch statt ihre Stelle zu behalten, will der Revierleiter die beiden befördern und in verschiedene Städte versetzten. Da trifft es sich gut, dass die Polizeichefin Aude Lettelier die beiden als die besten Polizisten Frankreichs ausgesucht hat, um den terroristischen Anschlägen und einer Forderung von 15 Millionen Euro nachzugehen. Doch die beiden finden nach turbulenten Ermittlungen heraus, dass Lettelier hinter der Erpressung steckte. Als sie Kim als Geisel nehmen will, wird sie schließlich von einem Sondereinsatzkommando erschossen. Dabei wird Kim angeschossen. Jedoch will niemand das Geld, das Michel sichergestellt hat, wiederhaben, weshalb sie es zwischen sich aufteilen. Kim spendet seine Hälfte an die Kirche.

## Kritiken
„Der Chaos-Cop hat in Frankreich, dem Land von Inspektor Clouseau, gute Tradition. Nun versuchen sich Clovis Cornillac (‚Asterix‘) und Kad Merad (‚Willkommen bei den Sch'tis‘) an einem albernen Slapstickspaß im Stil von ‚Die etwas anderen Cops‘ und geben dem Affen komödiantisches Zucker als denkbar ungleiches Ermittlungspaar, das eine Schneise der Zerstörung durchs Land zieht. Éric Lavaines Film war ein Erfolg in den französischen Kinos und hängt sich in Deutschland clever an den Merad-Hit ‚Nichts zu verzollen‘ an.“

„Nichts ist trauriger als Komödien, deren Scherze einfach nicht zünden. Lustig gemeint ist hier jeder Moment, nur die wenigsten sind es aber auch. Fast ein Debakel. Fazit: Nix zur Belustigung –eher zum Verzweifeln“

## Synchronisation
| Rolle           | Darsteller       | Synchronsprecher          |
| --------------- | ---------------- | ------------------------- |
| Michel Boudriau | Kad Merad        | Michael Lott              |
| Kim Houang      | Clovis Cornillac | Sebastian Christoph Jacob |
| Pascal          | Florian Diday    | Roland Wolf               |
| Aude Letellier  | Carole Bouquet   | Heide Domanowski          |
| Angela          | Elsa Kikoïne     | Manja Doering             |
| Romero          | François Damiens | Rainer Doering            |
| feuerwerk       | Jonathan Lambert | Thaddäus Meilinger        |
| Premierminister | Bernard Mabille  | Axel Lutter               |